# Diploptera parva
Diploptera parva es una especie de insecto blatodeo de la familia Blaberidae, subfamilia Diplopterinae.

## Distribución geográfica
Se pueden encontrar en las islas de Java y Sumatra.